# Væbnet med ord & vinger
|  | Denne artikel er oprettet af botten Steenthbot ud fra en ekstern database. Den kan derfor have sproglige fejl eller mangler. Denne skabelon kan fjernes efter kontrol af indholdet. |

Væbnet med ord & vinger er en dansk portrætfilm fra 2018 instrueret af Torben Skjødt Jensen.

## Handling
En dramadokumentarisk rejse gennem digteren Michael Strunges liv og univers. Filmen tegner et billede af mennesket Michael Strunge – hans opvækst, ungdomsliv og hans vej til at blive centrum for en ny generation af digtere i starten af 80’erne. Her blev han et spejl for netop denne generations identitet og livsform, mens han kæmpede med angstpsykotiske anfald, der i sidste ende slog ham ihjel. Filmen er også et portræt af Strunges kunstneriske indsats, hvor hans digte og prosa i vid udstrækning er levet videre i nye, unge generationer langt ud over den tid, de blev skabt i.

## Medvirkende
- Michael Strunge
- Johnny Møller
- Anne Bosse
- Iben Seremet
- Henrik S. Holck
- Søren Ulrik Thomsen
- Bo Green Jensen
- Klaus Lynggaard
- Thomas Boberg
- Pia Tafdrup
- Jesper Dalmose
- Claus Bohm
- Lillian Polack
- Gorm Henrik Rasmussen
- Håkan Sandell
- Lars Schwander
- Asger Schnack
- Clemens Altgård
- T.S. Høeg
- Terje Dragseth
- Cecilie Brask
- Anne-Marie Mai